# Warsaw (Ohio)
Warsaw es una villa ubicada en el condado de Coshocton en el estado estadounidense de Ohio. En el Censo de 2010 tenía una población de 682 habitantes y una densidad poblacional de 580 personas por km².

## Geografía
Warsaw se encuentra ubicada en las coordenadas 40°20′10″N 82°0′3″O / 40.33611, -82.00083. Según la Oficina del Censo de los Estados Unidos, Warsaw tiene una superficie total de 1.18 km², de la cual 1.13 km² corresponden a tierra firme y (3.52%) 0.04 km² es agua.

## Demografía
Según el censo de 2010, había 682 personas residiendo en Warsaw. La densidad de población era de 580 hab./km². De los 682 habitantes, Warsaw estaba compuesto por el 98.83% blancos, el 0.15% eran afroamericanos, el 0.15% eran amerindios, el 0.29% eran asiáticos, el 0% eran isleños del Pacífico, el 0% eran de otras razas y el 0.59% pertenecían a dos o más razas. Del total de la población el 0.73% eran hispanos o latinos de cualquier raza.